# Rom Di Prisco
Rom Di Prisco Teljes nevén Romolo Di Prisco, ismert még a Morphadron művésznéven is. Kanadai zeneszerző és producer. Több mint 30 videójátékhoz járult hozzá zenéivel, beleértve a következőket: Unreal Tournament 3, SSX Tricky, Spy Hunter 2,és a Need for Speed sorozat. Rom más művészek alkotásait is remixeli, ezek közé tartozik Christopher Lawrence, Unit:187, 3kStatic, Count Your Curses és még sok más. Továbbá, zenei produkciókon dolgozik filmek és televíziós műsorok számára, mint például: Saw 2, The Oprah Winfrey Show, America's Next Top Model, The Sopranos, és még sok más.
Klasszikus zenét tanult, azonban főleg elektronikus zenéket szerez, amelyekben az idm-tól az ambienten át a techno-ig sokféle hatás érvényesül. Egyik interjújában a game-ost.com-al, Rom megemlített néhányat az őt inspiráló művészek közül: Leftfield, Skinny Puppy, The Prodigy, I Start Counting, PWEI, New Order, FSOL, Red Flag, Daft Punk, The Cure, Kraftwerk, Thompson Twins, D.A.F., Howard Jones, Nitzer Ebb
2010 decemberében Rom kiadta bemutatkozó solo albumát, a Cryptidalia-át. Az album jelenleg elérhető hivatalos oldaláról mind "choose-your-price", mind pedig ingyenesen.